# Cunningham Mountains
Cunningham Mountains är en bergskedja i Kanada.   Den ligger i territoriet Nunavut, i den nordöstra delen av landet, 3 300 km norr om huvudstaden Ottawa.
Trakten runt Cunningham Mountains är permanent täckt av is och snö. Trakten runt Cunningham Mountains är nära nog obefolkad, med mindre än två invånare per kvadratkilometer.